# Если Бил-стрит могла бы заговорить
«Е́сли Бил-стрит могла́ бы заговори́ть» (англ. If Beale Street Could Talk) — американская романтическая драма 2018 года режиссёра и сценариста Барри Дженкинса. Фильм основан на одноимённом романе Джеймса Болдуина. Главные роли исполнили Кики Лэйн и Стефан Джеймс.

## Сюжет
Действие разворачивается в США в 1970-е годы. Афроамериканская молодая пара оказывается разделена по воле обстоятельств: 22-летний Алонзо Хант попадает в следственный изолятор по обвинению в изнасиловании, и сразу после этого его 19-летняя девушка Тиш Риверс обнаруживает, что беременна.
Семья Тиш — отец Джозеф, мать Шэрон и сестра Эрнестин — поддерживает её и Алонзо. Эрнестин находит для него адвоката Хейворда, тогда как семья Хантов дистанцируются, считая, что Алонзо не пара для Тиш. С семьёй Риверс ладит лишь Фрэнк, отец Алонзо. Когда о беременности дочери становится известно, Риверсы приглашают Хантов в гости, однако визит едва не кончается дракой из-за того, что чрезмерно набожная миссис Хант просит Бога, чтобы Святой дух умертвил «дитя греха».
Алонзо с детства играл с Тиш и был её лучшим другом. Он надеялся стать скульптором по дереву и снимал с Тиш лофт с мастерской в складском помещении. Другой дом они не смогли найти из-за жилищной дискриминации в отношении темнокожих. Едва пара находит жильё, Алонзо арестовывает полицейский Белл. Он уже ранее сталкивался с ним, когда к покупавшей овощи Тиш начал приставать прохожий, а Алонзо выгнал его из магазина. Тогда Белл не смог арестовать его, но теперь он лжесвидетельством связал Алонзо с изнасилованием пуэрториканки Виктории Роджерс.
Адвокат Хейворд сообщает, что Виктория исчезла, а присутствовавший в квартире в момент задержания друг Алонзо, Дэниел, отсидевший два года за угон автомобиля (также неправомерно — он не умеет водить), отправлен под арест окружным прокурором и не может подтвердить его алиби. Хейворд уверен, что власти пытаются подставить Алонзо. Для поиска Виктории нужны деньги; Тиш устраивается в парфюмерный магазин, а Джозеф и Фрэнк начинают красть и перепродавать товары со складов. Когда Викторию всё-таки находят, Шэрон едет в Пуэрто-Рико, но ей не удаётся помочь зятю: изнасилование произошло в темноте, а позже полиция вынудила Роджерс указать на Алонзо на опознании. У Виктории под гнётом воспоминаний начинается паническая атака, и Шэрон приходится вернуться в США ни с чем. Алонзо грозит смертная казнь.
Тиш видит своего бойфренда только через стекло во время свиданий, замечая его ухудшающееся состояние и синяки. Тиш рожает ребёнка дома в ванне, и называет сына в честь Алонзо. Благодаря признательным показаниям Алонзо вместо казни сажают в тюрьму, и Тиш с сыном начинают его навещать.

## Актёрский состав
- Кики Лэйн — Клементина «Тиш» Риверс
  - Миланни Майнс — Клементина в детстве
- Стефан Джеймс — Алонзо «Фонни» Хант
  - Итан Барретт — Алонзо в детстве
- Тейона Паррис — Эрнестин Риверс
- Реджина Кинг — Шэрон Риверс
- Колман Доминго — Джозеф Риверс
- Брайан Тайри Генри — Дэниел Карти
- Эд Скрейн — офицер Белл
- Эмили Риос — Виктория Роджерс
- Майкл Бич — Фрэнк Хант
- Онжаню Эллис — Элис Хант
- Эбони Обсидиан — Эдриэнн Хант
- Доминик Торн — Шейла Хант
- Финн Уиттрок — адвокат Хейворд
- Диего Луна — Педросито
- Педро Паскаль — Пьетро Алварес
- Дэйв Франко — Леви

## Производство
10 июля 2017 года было объявлено, что Барри Дженкинс снимет экранизацию романа Джеймса Болдуина «Если Бил-стрит могла бы заговорить». Дженкинс написал сценарий к фильму летом 2013 года, одновременно с этим работая над сценарием фильма «Лунный свет».
Композитором фильма выступил Николас Брителл.

### Кастинг
29 августа 2017 года одну из главных ролей получил Стефан Джеймс. В сентябре 2017 года в актёрский состав вошли Кики Лэйн и Тейона Паррис. В следующем месяце каст пополнили Реджина Кинг, Колман Доминго, Брайан Тайри Генри, Дэйв Франко и Эд Скрейн. В ноябре того же года к проекту присоединились Майкл Бич, Финн Уиттрок, Онжаню Эллис и Диего Луна. В декабре 2017 года в фильм были добавлены Педро Паскаль и Эмили Риос.

### Съёмки
Съёмки фильма начались 18 октября 2017 года в Нью-Йорке. 

## Релиз
Мировая премьера фильма состоялась  9 сентября 2018 года в рамках кинофестиваля в Торонто. Он также был показан на кинофестивалях в Нью-Йорке и Новом Орлеане 11 октября и 21 октября 2018 года соответственно. В кинотеатрах США фильм был выпущен 14 декабря 2018 года компанией Annapurna Pictures.

## Приём
Фильм получил положительные отзывы критиков. На интернет-агрегаторе Rotten Tomatoes он имеет рейтинг 95 % на основе 363 рецензий со средней оценкой 8,7 из 10. Metacritic дал фильму 87 баллов из 100 на основе 53 рецензий, что соответствует статусу «всеобщее признание». В декабре 2018 года картина «Если Бил-Стрит могла бы заговорить» вошла в список 10 лучших фильмов 2018 года, опубликованный Американским институтом киноискусства (AFI) .
Фильм был номинирован на «Оскар» в трёх категориях и удостоился премии за «Лучшую женскую роль второго плана» (Реджина Кинг).

### Награды и номинации
| Премия                              | Категория                         | Номинант                                                                  | Результат |
| ----------------------------------- | --------------------------------- | ------------------------------------------------------------------------- | --------- |
| «Оскар»                             | Лучшая женская роль второго плана | Реджина Кинг                                                              | Победа    |
| «Оскар»                             | Лучший адаптированный сценарий    | Барри Дженкинс                                                            | Номинация |
| «Оскар»                             | Лучшая музыка к фильму            | Николас Брителл                                                           | Номинация |
| «Золотой глобус»                    | Лучший фильм — драма              |                                                                           | Номинация |
| «Золотой глобус»                    | Лучшая женская роль второго плана | Реджина Кинг                                                              | Победа    |
| «Золотой глобус»                    | Лучший сценарий                   | Барри Дженкинс                                                            | Номинация |
| BAFTA                               | Лучший адаптированный сценарий    | Барри Дженкинс                                                            | Номинация |
| BAFTA                               | Лучшая музыка к фильму            | Николас Брителл                                                           | Номинация |
| «Выбор критиков»                    | Лучший фильм                      |                                                                           | Номинация |
| «Выбор критиков»                    | Лучшая женская роль второго плана | Реджина Кинг                                                              | Победа    |
| «Выбор критиков»                    | Лучший адаптированный сценарий    | Барри Дженкинс                                                            | Победа    |
| «Выбор критиков»                    | Лучшая музыка к фильму            | Николас Брителл                                                           | Номинация |
| «Выбор критиков»                    | Лучшая операторская работа        | Джеймс Лэкстон                                                            | Номинация |
| «Независимый дух»                   | Лучший фильм                      | Деде Гарднер, Барри Дженкинс, Джереми Кляйнер, Сара Мёрфи, Адель Романски | Победа    |
| «Независимый дух»                   | Лучший режиссёр                   | Барри Дженкинс                                                            | Победа    |
| «Независимый дух»                   | Лучшая женская роль второго плана | Реджина Кинг                                                              | Победа    |
| «Спутник»                           | Лучший фильм — драма              |                                                                           | Победа    |
| «Спутник»                           | Лучший режиссёр                   | Барри Дженкинс                                                            | Номинация |
| «Спутник»                           | Лучшая женская роль второго плана | Реджина Кинг                                                              | Победа    |
| «Спутник»                           | Лучший адаптированный сценарий    | Барри Дженкинс                                                            | Номинация |
| «Спутник»                           | Лучшая музыка к фильму            | Николас Брителл                                                           | Номинация |
| «Спутник»                           | Лучшая операторская работа        | Джеймс Лэкстон                                                            | Номинация |
| «Спутник»                           | Лучший монтаж                     | Джои Макмиллон, Нат Сандерс                                               | Номинация |
| Национальный совет кинокритиков США | Лучшая женская роль второго плана | Реджина Кинг                                                              | Победа    |
| Национальный совет кинокритиков США | Лучший адаптированный сценарий    | Барри Дженкинс                                                            | Победа    |
| Национальный совет кинокритиков США | Топ 10 лучших фильмов года        |                                                                           | Победа    |
| Премия Гильдии сценаристов США      | Лучший адаптированный сценарий    | Барри Дженкинс                                                            | Номинация |